# Asynapta bharanthi
Asynapta bharanthi är en tvåvingeart som beskrevs av Rao och Adwant 1971. Asynapta bharanthi ingår i släktet Asynapta och familjen gallmyggor. Inga underarter finns listade i Catalogue of Life.